# Фокке, Хендрик Шарль
Хендрик Шарль Фокке (нидерл. Hendrik Charles Focke; 16 августа 1802, Парамарибо — 29 июня 1856, Парамарибо) — суринамский юрист, лексикограф и ботаник.
Сын голландского плантатора, обосновавшегося в Суринаме в 1789 году, и местной темнокожей матери. В 1820 г. отправился для получения образования в Европу, окончил Утрехтский университет, получив в 1827 г. степень доктора права (диссертация лат. De pretio in emtione venditione). Далее некоторое время жил и работал в Нидерландах, в 1831 г. добровольцем в составе нидерландской армии участвовал в Бельгийской войне.
В 1834 г. вернулся в Суринам. Практиковал как адвокат, затем в 1837 г. поступил на государственную службу и в конце концов возглавил суринамскую Коллегию малых сессий (нидерл. Collegie van kleine zaken) — судебную инстанцию по разбору незначительных правонарушений. В 1855 г. выступил одним из соредакторов журнала West-Indië (вышло всего два номера). Исследовал местную флору, особенно орхидеи, в 1850-е гг. опубликовал ряд материалов в лейпцигском журнале Botanische Zeitung, с 1851 г. был членом-корреспондентом Нидерландской королевской академии наук. В 1855 г. напечатал «Негритянско-английский словарь» (нидерл. Neger-engelsch woordenboek) — словарь креольского языка темнокожих суринамцев, так называемого сранан-тонго; этот словарь расценивается современной лингвистикой как ценный источник, поскольку Фокке предположительно являлся носителем языка. Статья Фокке о музыке суринамских креолов (нидерл. De Surinaamsche Negermuzijk) опубликована посмертно (1857).